# Anna Zemánková

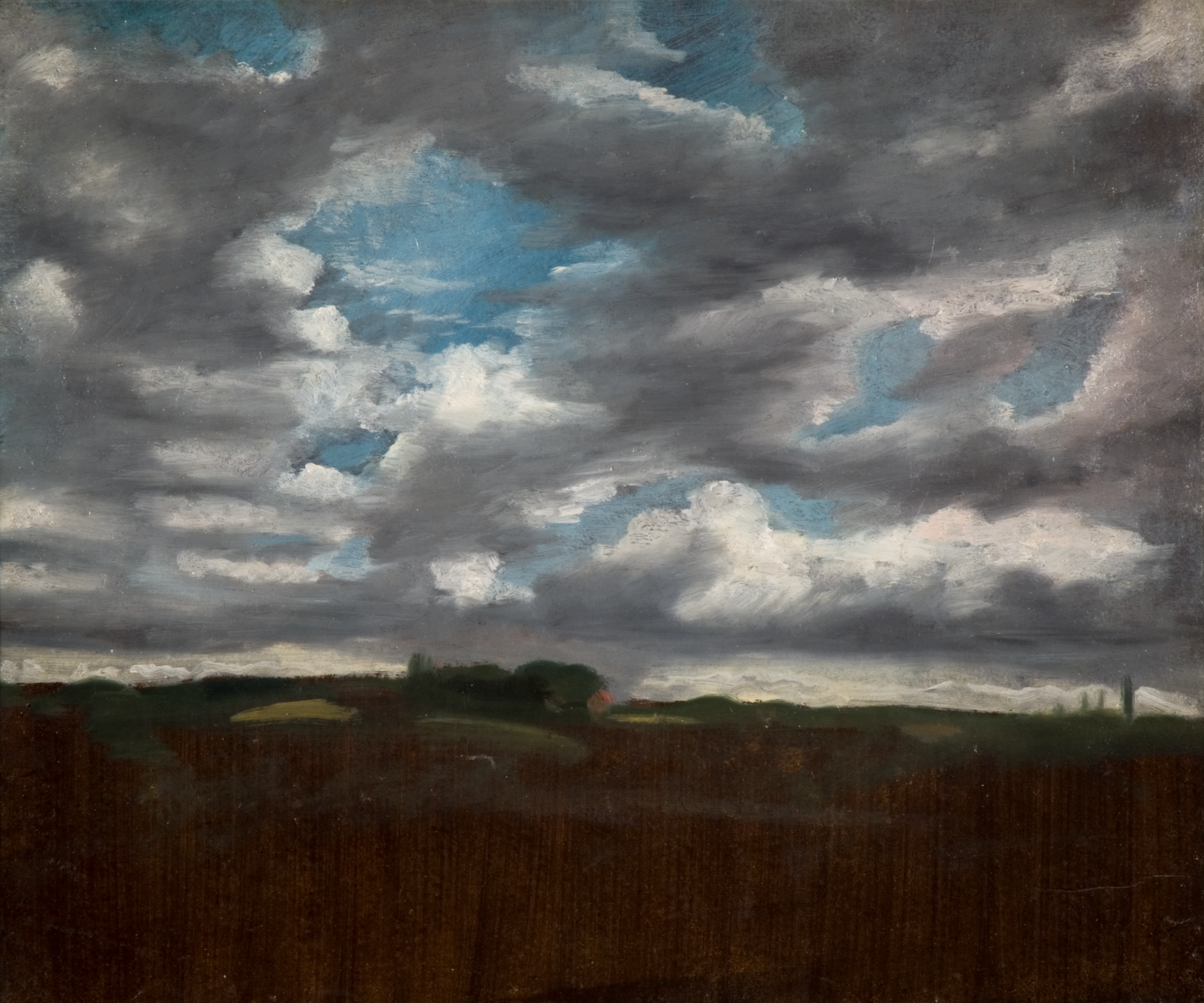
Paisaje con nubes, 1822

Anna Vesela, Anna Zemánková (Olomouc, 23 de agosto de 1908-Praga, 15 de enero de 1986) fue una artista (pintora:pastelisa, diseñadora...) checa de arte marginal.
En 1933 se casó con el oficial Bohumir Zemane y al nacer su segundo hijo, dejó su carrera de protésica dental en 1936. A causa de un matrimonio infeliz, de la falta de dirección en su vida cuando sus hijos habían crecido, del fallecimiento de su primer hijo y de haber perdido una pierna que tuvieron que amputarle por complicaciones en su diabetes, sufría grandes periodos depresivos en los años 1950, y su segundo hijo Bohumil Zemánek le sugirió que empezara a dibujar. Con más de cincuenta años, comenzó a pintar, a diseñar, a hacer collages según un ritual que se imponía entre cuatro y siete horas cada mañana.